# Eburodacrys truncata
Eburodacrys truncata är en skalbaggsart som beskrevs av Fuchs 1956. Eburodacrys truncata ingår i släktet Eburodacrys och familjen långhorningar. Inga underarter finns listade i Catalogue of Life.